# Église Saint-Pierre de Tercis-les-Bains
L’église Saint-Pierre de Tercis-les-Bains est un lieu de culte catholique situé à Tercis-les-Bains, dans les Landes. 
Propriété de la commune, elle est rattachée à la paroisse Saint-Joseph-des-Barthes et au diocèse d'Aire et Dax. Il s’agit d’un édifice néo-classique bâti au xixe siècle et inscrit à l’inventaire général du patrimoine culturel.

## Localisation
L’église est située sur la place de l’église, au centre du bourg du village de Tercis-les-Bains, au sud de Dax. Adjacente à un petit parc et non loin de la mairie, elle est séparée du cimetière municipal par l’allée de la Capranie.

## Historique

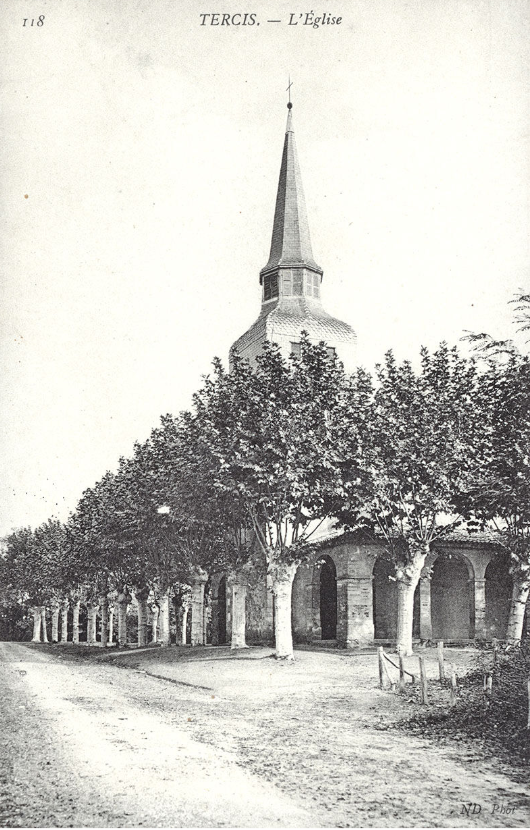
Carte postale de l'église (1901-1910).

En 1819, l’agent voyer de l’arrondissement de Dax, Henri-Nicolas de Saint-Pée, seigneur de Caupenne, projette la création d’une église dans le bourg de Tercis-les-Bains (l’église actuelle). Les plans définitifs, achevés en mai 1821, sont l’œuvre de l’architecte départemental Augustin Arthaud. Il dirige les travaux menés par l’entrepreneur Thévenin de 1825 à 1831. Pendant cette construction, les matériaux de l’église précédente sont réutilisés. Le chantier est officiellement achevé le 21 décembre 1831, mais le clocher qui devait être élevé au dessus de la première travée dans les plans d’Augustin Arthaud est dessiné en 1847-1848 et construit en 1852 « hors oeuvre, devant la façade occidentale » par l’architecte municipal de Dax, Boubé.

## Architecture
L’église d’un style néo-classique, est « composé d'un vaisseau unique entouré sur trois côtés de galeries à arcades en plein cintre reposant sur des piliers carrés ». La majorité de l’édifice, dont les murs, est fait en moellon calcaire recouvert d’enduit, tandis que les piliers des arcades extérieures sont faits en pierre de taille. La salle, rectangulaire, est éclairée de « fenêtres hautes cintrées » et contient une « une tribune soutenue par deux colonnes toscanes » sur le mur ouest. Elle est jouxtée par plusieurs annexes : à l’est, une abside étroite en cul-de-four ; à l’ouest, un clocher-porche carré surmonté d’un toit à l’impériale et d’une flèche octogonale en ardoise : au sud-est, une sacristie barlongue ; à l’est, un presbytère « à cinq travées de façade ».

## Décors et mobilier

### Cloches
Les deux plus anciennes cloches de l’édifice (la petite cloche et la cloche moyenne) sont réalisées en 1921 par le fondeur toulousain Amédée Vinel. Elles sont dédiées aux 26 soldats tercisiens morts pendant la Première Guerre mondiale, et leurs noms sont gravés dessus. La cloche moyenne, mesurant 72 × 75 cm et pesant 140 kg, est une cloche en bronze suspendue de volée. Son mouton à quatre brides rondes est fait de fonte de fer, son battant en poire de fer et sa poulie guide-corde de fonte. Elle est ornée d’un christ en croix, d’une effigie de Notre-Dame de Lourdes, et d’une frise de colombes entourant des corbeilles de fruits. La petite cloche, mesurant 63 × 63 cm est une cloche en bronze de construction similaire à la cloche moyenne. Elle est décorée de gravures du christ en croix, d’une vierge à l'Enfant, de frises de rinceaux et de frises d’oliviers,. 
Une troisième cloche, dite Rome, plus récente, est baptisée le 15 janvier 1933. Elle est l’œuvre du fondeur tarbais Marcel Fourcade, qui utilise comme matériau le bronze d’une des deux cloches, « celle des frères Delestan (1877) ou celle d'Ursulin Dencausse (1878) ». Elle commémore une pèlerinage de 84 pèlerins tercisiens à Rome l’année précédente, dont les noms sont gravés sur la cloche. Elle mesure 90 × 97 cm et pèse 239 kg. Elle est ornée de gravures d’un calvaire, de Marie Madeleine et de trois frises : « frise de feuilles et de grappes de raisin au cerveau, frise de rosier ou d'églantier sous la dédicace, frise de rosaces en orbevoies à la faussure ». 

### Vitraux
Le mur occidental, au dessus de la porte d’entrée, est percé par un vitrail nommé « Notre-Dame de Buglose entourée de deux anges » mesurant 100 × 195 cm. Réalise en 1921 par les peintre-verriers Joseph et Georges Mauméjean, son motif est inspiré par la statue de Marie de la basilique Notre-Dame de Buglose à Saint-Vincent-de-Paul et par les peintures d’anges par des peintres primitifs flamands ou allemands comme Martin Schongauer. La base Palissy le décrit ainsi : « Au centre, la Vierge et l'Enfant couronnés, assis sur un trône entouré d'une mandorle rayonnante et bordée d'étoiles ; de part et d'autre, un ange aux ailes rouges déployées, vêtu d'une robe de damas blanc décoré « à la grenade », agenouillé sur une nuée et tenant des deux mains un écu ou cartouche blanc ; bordure décorative à motifs d'entrelacs fleuronnés et de feuilles dorées ».

### Tableaux

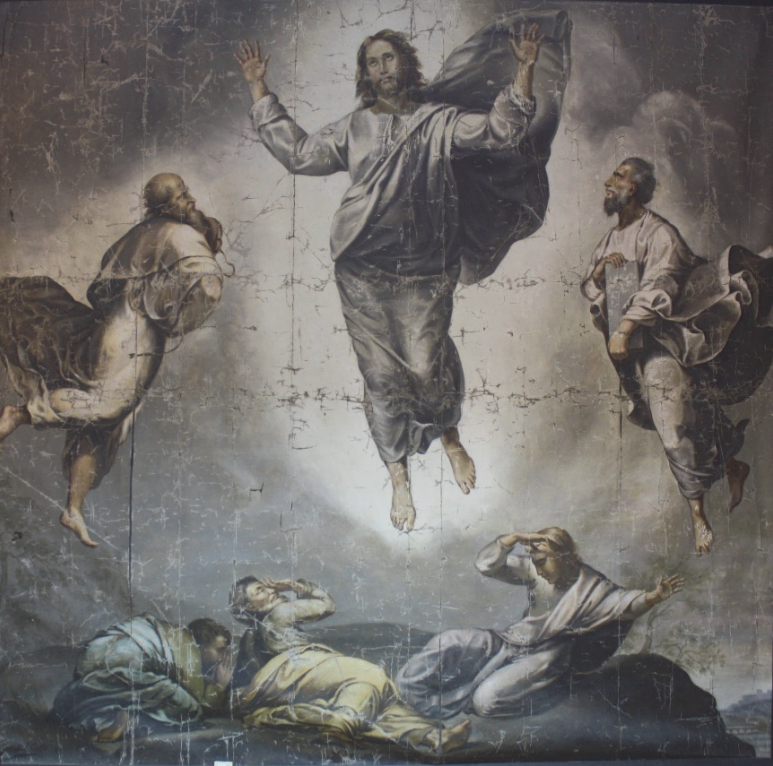
La Transfiguration (huile sur toile, Paul Joseph Corta, 1891 ou 1894).

L’église abrite une collection de peintures représentant les 14 stations du chemin de croix. Il s’agit d’huiles sur toile rectangulaires mesurant 95 × 77 cm. Leur cadre est fait de bois blanc mouluré et couvert de peinture dorée. Le premier chemin de croix de l’église est acquis le 4 juin 1838 par l’abbé Moron, mais le chemin de croix actuel date plutôt de la seconde partie du XIXe siècle : il s’agit de copies des œuvres du peintre franco-polonais Victor Casimir Zier par l’éditeur parisien Adolphe Alcan. Les cadres de plusieurs tableaux sont abîmés et les stations IX et XI présentent « des écaillements, des lacunes et des repeints grossiers ».
En 1891 (ou en 1894), Paul Joseph Corta, peintre et maire de la commune, fait don d'un tableau religieux à l'église. Cette huile sur toile en grisaille est une copie de La Transfiguration de Raphaël, conservée également à la pinacothèque vaticane. Il n'en reprend que la moitié supérieure (sur 260 × 83 cm), qui représente la transfiguration de Jésus-Christ entouré par Moïse, Élie, Pierre, Jean et Jacques de Zébédée, omettant la scène terrestre de la guérison d'un jeune homme possédé. Probablement réalisé en 1873, ce tableau est envoyé à l'éditeur d'art Goupil & Cie, qui en fait faire plusieurs estampes par le graveur Paul Girardet. Positionnée dans le chœur de l'église, l'œuvre est mentionnée lors de inventaire de 1906 avec deux autres tableaux, comme « sans valeur ». Son cadre ayant disparu, elle est roulée dans le grenier du presbytère, puis étendue sur un des murs du rez-de-chaussée à partir de 1992. La peinture est usée, et la toile montre des traces de pliage et des craquelures,.